# Дьёдонне, Жан
Жан Алекса́ндр Эже́н Дьёдонне́ (фр. Jean Alexandre Eugène Dieudonné, 1 июля 1906, Лилль, Франция — 29 ноября 1992, Париж, Франция) — французский математик, один из основателей группы «Бурбаки». Основные работы в области функционального анализа (особенно спектральной теории операторов), общей топологии (где им было введено понятие паракомпактного пространства), теории групп Ли и алгебраической геометрии. 
В соавторстве со своим бывшим учеником Александром Гротендиком Дьёдонне написал знаменитый курс «Элементы алгебраической геометрии». Известен также своими работами в области истории математики и принципов обучения математике в школе.

## Биография
Дьедонне учился с 1924 по 1931 год и получил докторскую степень в Высшей нормальной школе под руководством Поля Монтеля. Во время учёбы стажировался также в университетах Принстона и Берлина и в Швейцарской высшей технической школе Цюриха. 
В 1932–1933 годах был профессором в Бордо, в 1933–1937 годах в Ренне, в 1937–1952 годах в Нанси, а также был  приглашенными профессором в Страсбурге и Сан-Паулу (Бразилия). В 1952 году уехал в США и сначала преподавал в Мичиганском университете в Детройте. В период с 1953 по 1959 год был профессором математики в Северо-Западном университете в Эванстоне (Иллинойс) недалеко от Чикаго. В 1959 году Дьёдонне вернулся в Париж и проработал в IHES до 1964 года. С 1964 года он занимал кафедру в Ницце.
В 1934 году вместе с некоторыми другими математиками основал группу Бурбаки. Он был одной из двух ведущих фигур Бурбаки (вместе с Андре Вейлем). Дьёдонне был ярым сторонником полного обновления преподавания математики и выступал с лозунгом «Долой Евклида! Смерть треугольникам!», столь радикальные взгляды разделяли не все члены группы. Дьёдонне официально покинул Бурбаки в 1956 году, когда ему исполнилось 50 лет.

## Книги на русском языке
- Дьёдонне Ж. Основы современного анализа. М.: Мир, 1964
- Дьёдонне Ж. Линейная алгебра и элементарная геометрия. М.: Наука, 1972
- Дьёдонне Ж. Геометрия классических групп М.: Мир, 1974
- Дьёдонне Ж., Керрол Дж., Мамфорд Д. Геометрическая теория инвариантов. М.: Мир, 1974